# Mesosa miyamotoi
Mesosa miyamotoi là một loài bọ cánh cứng trong họ Cerambycidae.